# Abarema oppositifolia
Abarema oppositifolia és una espècie de llegum del gènere Abarema de la família Fabaceae.